# The Rip Van Winkle Caper
"The Rip Van Winkle Caper" is een aflevering van de Amerikaanse televisieserie The Twilight Zone.

## Plot

### Opening
Introducing four experts in the questionable art of crime. Mr. Farwell, expert on noxious gases, former professor with a doctorate in both chemistry and physics. Mr. Erbie, expert in mechanical engineering. Mr. Brooks, expert in the use of firearms and other weaponry. And Mr. DeCruz, expert in demolition and various forms of destruction. The time is now and the place is a mountain cave in Death Valley, U.S.A. In just a moment, these four men will utilize the services of a truck placed in cosmoline, loaded with a hot heist cooled off by a century of sleep, and then take a drive into the Twilight Zone.
— Rod Serling

### Verhaal
Vier gouddieven, geleid door het criminele meesterbrein Farwell, stelen voor 1 miljoen dollar aan goudstaven. Om te ontsnappen aan de politie verbergen ze zich in een grot in de woestijn. Hier heeft Farwell speciale kamers gebouwd die de vier in schijndood zullen brengen en na 100 jaar zullen laten ontwaken. Hun theorie is dat in 2061 niemand de diefstal of de vier daders zal herinneren.
Wanneer ze wakker worden, gaat alles echter bergafwaarts. Een van de vier bendeleden blijkt te zijn overleden omdat een steen zijn kamer heeft verpletterd. Tussen de andere drie begint al snel hebzucht en achterdocht te ontstaan. Brooks wil dat DeCruz de vluchtauto bestuurt. DeCruz vermoordt Brooks door over hem heen te rijden met de auto, maar ontdekt dan dat de remmen van het voertuig niet werken. Hij kan nog op tijd uit de wagen springen, maar de auto zelf rijdt een ravijn in. Zonder auto moeten Farwell en DeCruz nu lopend de woestijn door. Ze proberen zo veel mogelijk goud mee te nemen.
De tocht door de woestijn eist zijn tol. Al snel beginnen de twee mannen elkaar goud in rekening te brengen voor het weinige beetje water dat ze bij zich hebben. Farwell vermoordt DeCruz uiteindelijk door hem neer te slaan met een goudstaaf. Zelf bezwijkt hij uiteindelijk aan uitputting en uitdroging. Een futuristische auto rijdt langs. Farwell probeert de bestuurders van de auto wat goud aan te bieden voor een ritje naar de dichtstbijzijnde stad, maar sterft vrijwel direct door de hitte.
De bestuurder van de auto rapporteert Farwells dood aan de politie. Vervolgens richt hij zich tot zijn vrouw. De twee zijn stomverbaasd dat Farwell hen het goud aanbood alsof het echt iets waard was. Uit de verdere dialoog is af te leiden dat in de afgelopen 100 jaar men een manier heeft gevonden om goud te maken. Derhalve is goud nu zo gewoon dat het zijn waarde verloren heeft.

### Slot
The last of four Rip Van Winkles who all died precisely the way they lived, chasing an idol across the sand to wind up bleached dry in the hot sun as so much desert flotsam, worthless as the gold bullion they built a shrine to. Tonight's lesson...in the Twilight Zone.
— Rod Serling

## Rolverdeling
- Simon Oakland : DeCruz
- Oscar Beregi, Jr. : Farwell
- Lew Gallo : Brooks

## Titelverklaring
De titel van de aflevering is duidelijk een referentie naar het verhaal Rip van Winkle. Ook dit verhaal draait om een man die in slaap valt, en vele jaren later weer ontwaakt.

## Trivia
- De futuristische auto is afkomstig uit de film Forbidden Planet, waarin hij werd gebruikt door Robby the Robot.
- De plot van deze aflevering toont overeenkomsten The Pardoner's Tale in de Canterbury Tales, waarin drie dieven elkaar vermoorden voor het goud dat ze samen hebben gestolen.